# Серпинский, Вацлав
Ва́цлав Франци́шек Серпи́нский (в другой транскрипции — Серпиньский; пол. Wacław Franciszek Sierpiński; 14 марта 1882, Варшава — 21 октября 1969, там же) — польский математик, известен трудами по теории множеств, аксиоме выбора, континуум-гипотезе, теории чисел, теории функций, а также топологии. Автор 724 статей и 50 книг.

## Биография
Родился в семье врача Константина Серпинского.
В 1900 году поступил на физико-математический факультет Варшавского университета. В 1904 году после окончания университета, получив степень кандидата наук и золотую медаль за работу в области теории чисел, он был назначен преподавателем математики и физики в женской гимназии Варшавы.
Когда в 1905 году школы были закрыты из-за забастовки, Серпинский решил поехать в Краков для подготовки к защите докторской диссертации. В Ягеллонском университете он посещал лекции Станислава Зарембы по математике, посещал лекции по астрономии и философии. В 1906 году он получил степень доктора философии. В январе 1908 года он стал членом Варшавского научного общества, а в июле получил степень хабилитированного доктора (примерный эквивалент современного доктора наук) и начал читать лекции по теории множеств в Львовском университете. В сентябре 1910 года он был назначен профессором. За время преподавания во Львовском университете (1908—1914), он опубликовал три книги и большое количество статей.
Первая мировая война застала его с семьёй в России, и он был интернирован в Вятку, как подданный враждебного государства: у Серпинского было на тот момент австро-венгерское подданство, которое он получил, работая во Львове. Благодаря усилиям математиков Дмитрия Егорова и Николая Лузина, ему было позволено жить в Москве, где он работал вместе с Лузиным, участвовал в «Лузитании» (московской математической школе, созданной Лузиным). В феврале 1918 года через Финляндию и нейтральную Швецию смог уехать в Польшу. Летом Серпинский начал читать лекции во Львове, но с осени 1918 года стал преподавать в Варшавском университете, где в апреле 1919 года был назначен профессором. В 1921 году он был избран в Польскую академию и стал деканом факультета Варшавского университета. В 1928 году он стал вице-президентом Общества науки и литературы Варшавы (с ноября 1931 года — президент) и, в том же году был избран председателем Польского математического общества. Участвовал в работе международных математических конгрессов в Торонто (1924), Болонье (1928), Цюрихе (1932) и Осло (1936).
Один из участников международной поддержки против политической травли в «деле Лузина» (1936).
В октябре 1944 года вместе с домом погибла его ценная библиотека. После освобождения из нацистского лагеря в феврале 1945 года он приехал в Краков, читал лекции в Ягеллонском университете, а осенью вернулся в Варшаву. В 1960 году вышел на пенсию, но продолжал вести семинар по теории чисел в Польской академии наук до 1967 года.
Член Польской Академии наук (с 1952) и её вице-президент (до 1957).
Удостоен почётных степеней университетов Львова (1929), Святого Марка в Лиме (1930), Амстердама (1931), Софии (1939), Праги (1947), Вроцлава (1947), Лакхнау (1949), МГУ (1967).
Член Географического общества Лимы (1931), Королевского научного общества Льежа (1934), Болгарской академии наук (1936), Национальной академии Лимы (1939), Королевского общества наук в Неаполе (1939), Академии деи Линчеи в Риме (1947), Немецкой академии наук (1950), Американской академии искусств и наук (1959), Парижской академии (1960), Королевской голландской академии (1961), Международной академии философии науки в Брюсселе (1961), Лондонского математического общества (1964), Румынской академии (1965) и Папской академии наук (1968).
Его именем назван кратер на Луне.

## Эпонимическая терминология
Именем Серпинского названы:
- числа Серпинского
- треугольник Серпинского
- ковёр Серпинского
- кривая Серпинского
- игра Серпинского
- константа Серпинского
- пространство Серпинского
- Кратер Серпинский на поверхности Луны[7]

## Избранная библиография
- В. Серпинский. О решении уравнений в целых числах. — М.: Физматлит, 1961. — 88 с.
- Сто простых, но одновременно и трудных вопросов арифметики, М., 1961;
- Что мы знаем и чего не знаем о простых числах, М. — Л., 1963;
- О теории множеств, М., 1966 — 64 с.
- В. Серпинский. Пифагоровы треугольники. — М.: Учпедгиз, 1959. — 111 с.
- В. Серпинский. 250 задач по элементарной теории чисел. — М.: Просвещение, 1968. — 168 с. (вступительная статья посвящена Серпинскому)
- W. Sierpiński. Elementary theory of numbers // Monografie Matematyczne. — 1964. — Т. 42. — ISBN 0444866620. Архивировано из оригинала 9 мая 2013 года.